# Dekanat Wschowa
Dekanat Wschowa – jeden z 30 dekanatów należący do diecezji zielonogórsko-gorzowskiej, metropolii szczecińsko-kamieńskiej, Kościoła rzymskokatolickiego w Polsce.
Od początku swego istnienia aż do 1920 roku przynależał do diecezji poznańskiej (archidiakonat śremski).

## Władze dekanatu
- Dziekan: ks. Dariusz Ludwikowski
- Wicedziekan: ks. Sławomir Kukla
- Ojciec duchowny: ks. Jan Sobolewski (od 21.06.2024)[1]
- Dekanalny duszpasterz młodzieży i powołań: ks. Rafał Michałowski (od 6.09.2023)[1]

## Parafie
- Dębowa Łęka – Parafia św. Jadwigi w Dębowej Łęce
- Konradowo – Parafia św. Jakuba Apostoła w Konradowie

Stare Drzewce – Kościół filialny pw. Bł.Szymona z Lipnicy
- Lgiń – Parafia św. Bartłomieja Apostoła w Lginiu

Hetmanice – Kościół filialny pw. Św. Jana Chrzciciela
- Łysiny – Parafia Matki Bożej Bolesnej w Łysinach

Tylewice – Kościół filialny pw. Narodzenia Najświętszej Maryi Panny
- Osowa Sień – Parafia pw. świętych Fabiana i Sebastiana
- Siedlnica – Parafia Narodzenia Najświętszej Maryi Panny i św. Jana Apostoła w Siedlnicy

Jędrzychowice – Kościół filialny pw. bł. Jana z Dukli
Olbrachcice – Kościół filialny pw. bł. Władysława z Gielniowa
- Szlichtyngowa – pw. Podwyższenia Krzyża Świętego

Szlichtyngowa – Kaplica pw Matki Bożej Bolesnej
- Wschowa – Parafia pw. św. Jadwigi Królowej

Przyczyna Górna – Kościół filialny pw. św. Jerzego
Wschowa – Kaplica  św. Jadwigi Królowej
- Wschowa – Parafia pw św. Józefa, w której znajduje się klasztor franciszkanów i  sanktuarium Matki Bożej Pocieszenia
- Wschowa – Parafia pw św. Stanisława Biskupa i Męczennika

Wschowa – Kościół filialny pw. Trójcy Świętej
Wschowa – Kaplica zakonna ss. Elżbietanek
- Zamysłów – Parafia św. Marii Magdaleny w Zamysłowie

Konradowo
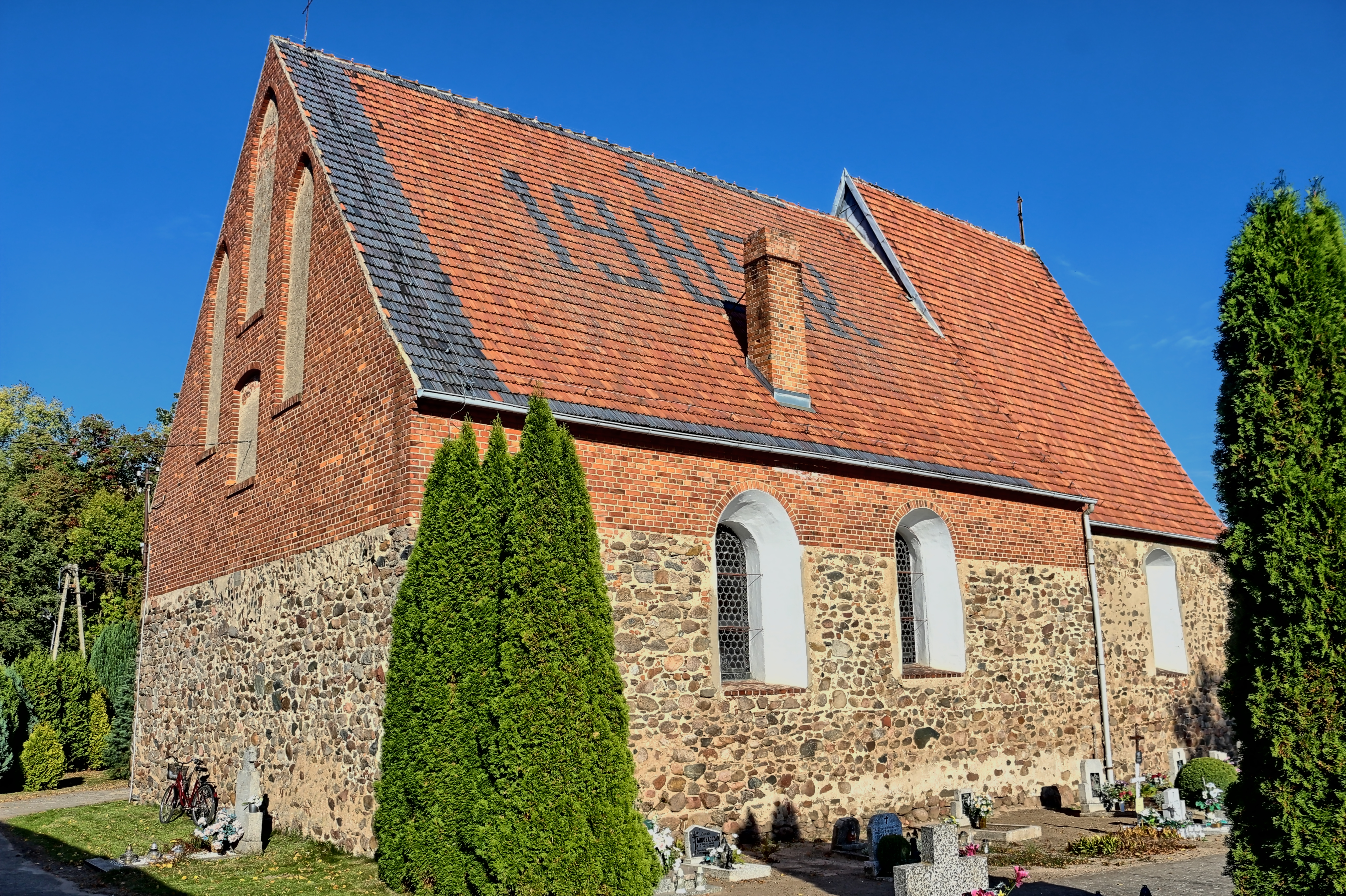
Osowa Sień
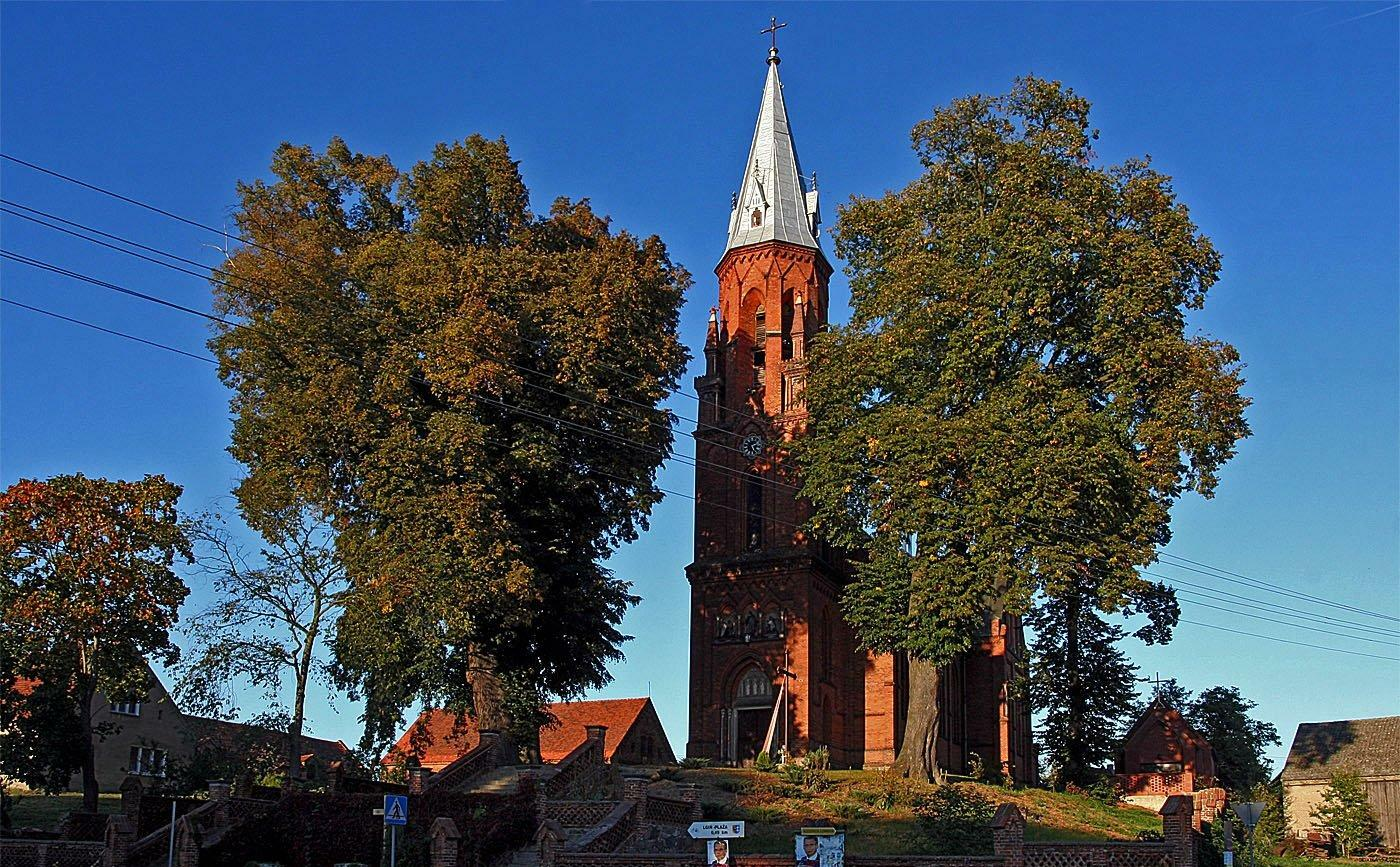
Lgiń
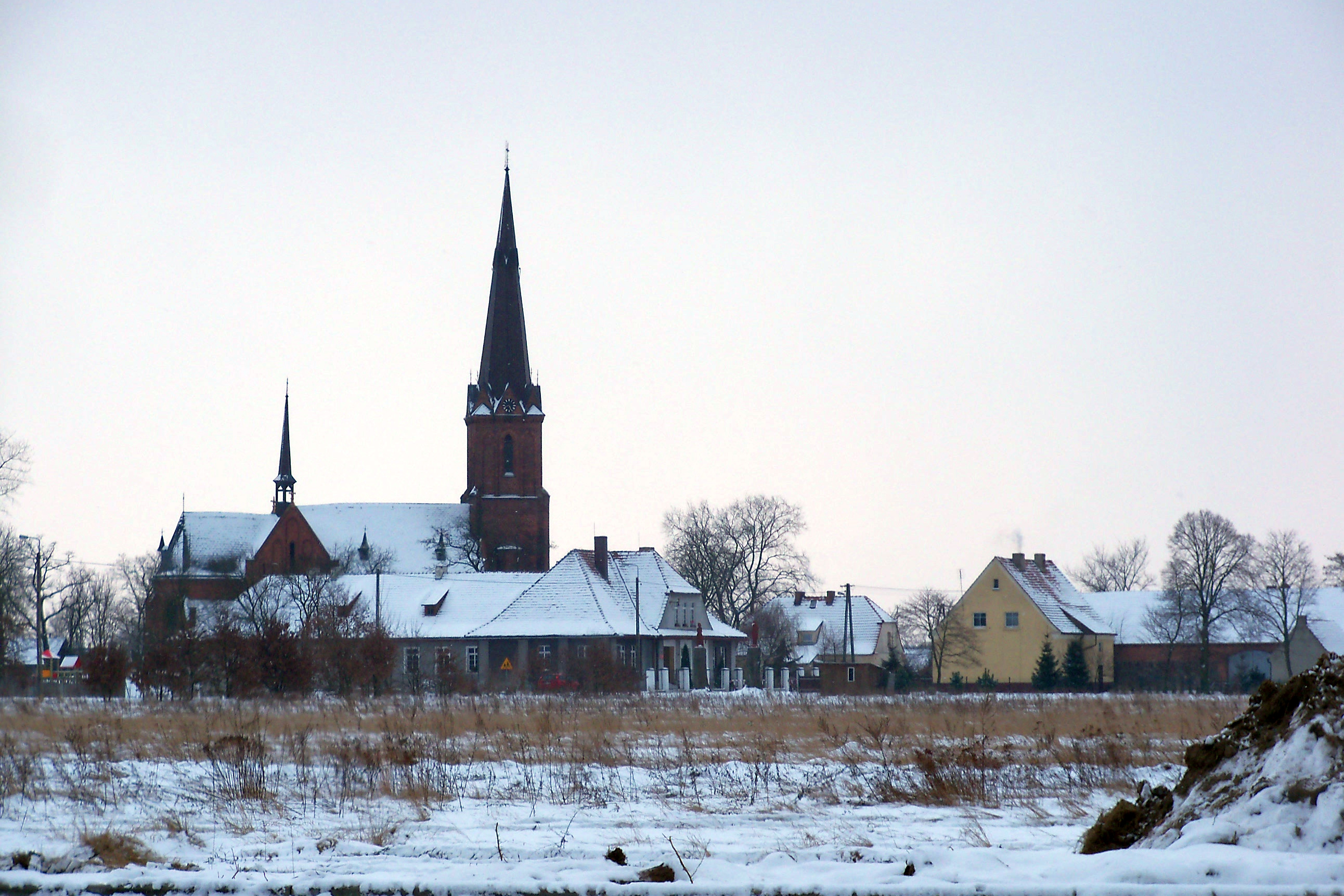
Łysiny
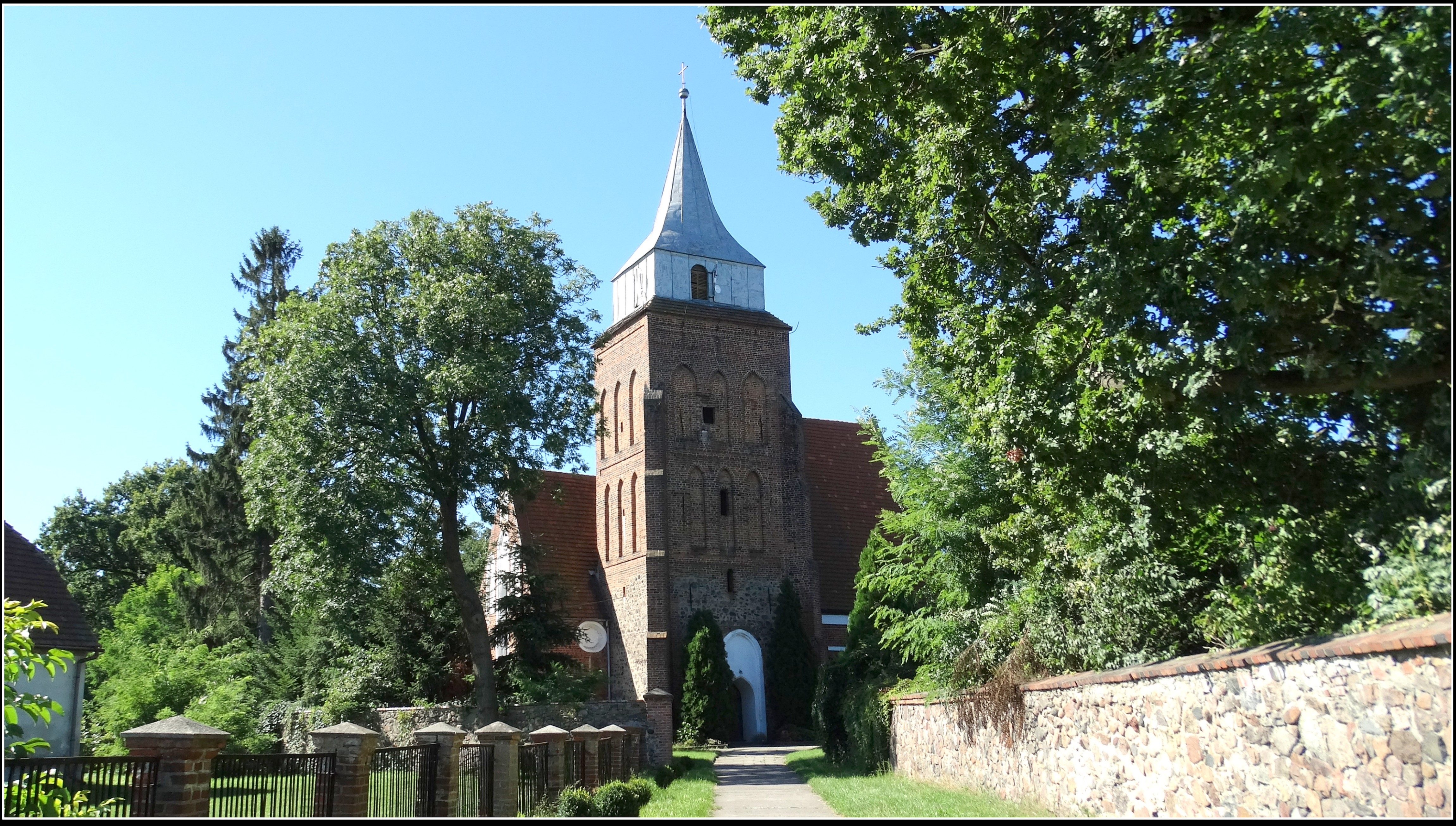
Siedlnica
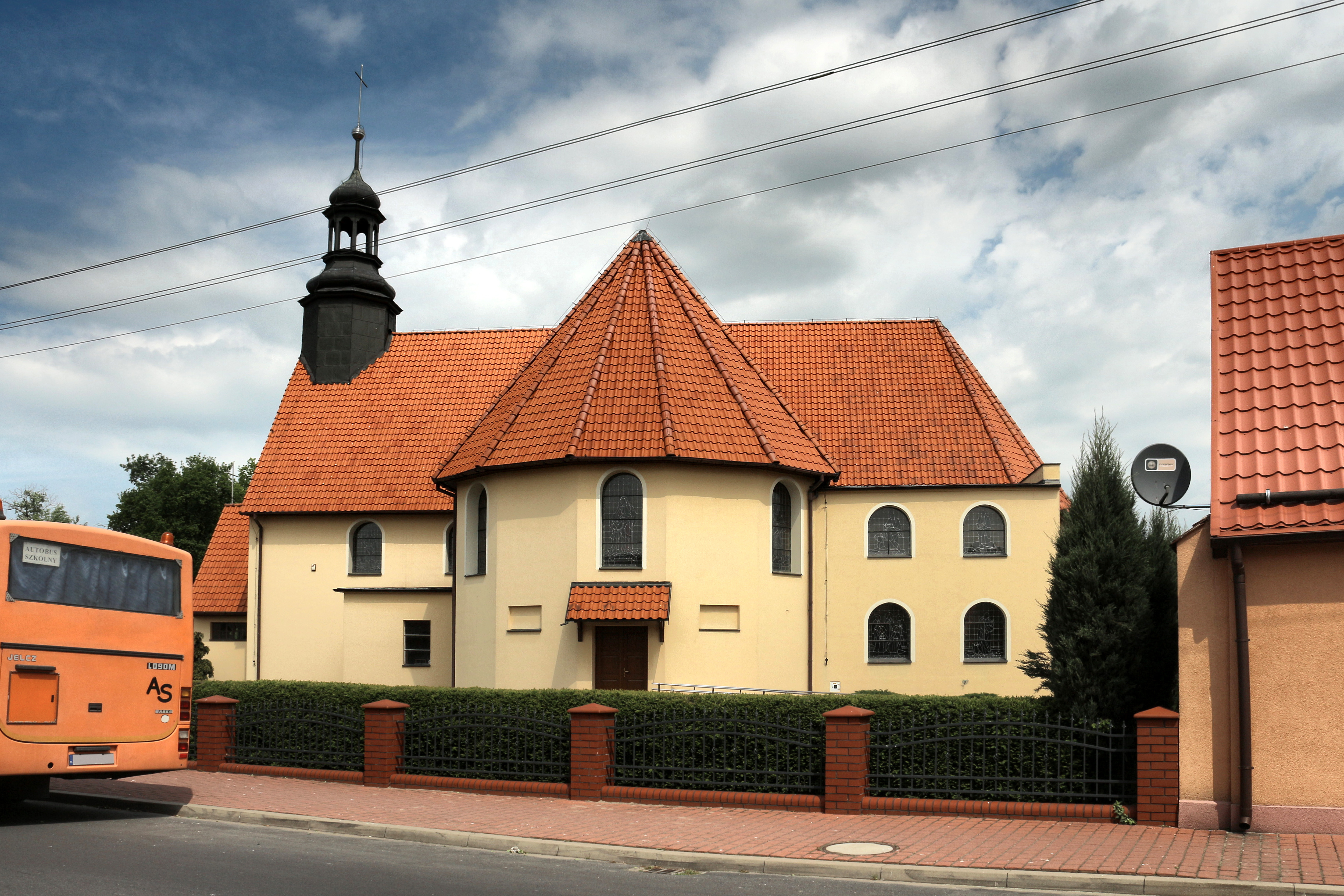
Szlichtyngowa
Zamysłów
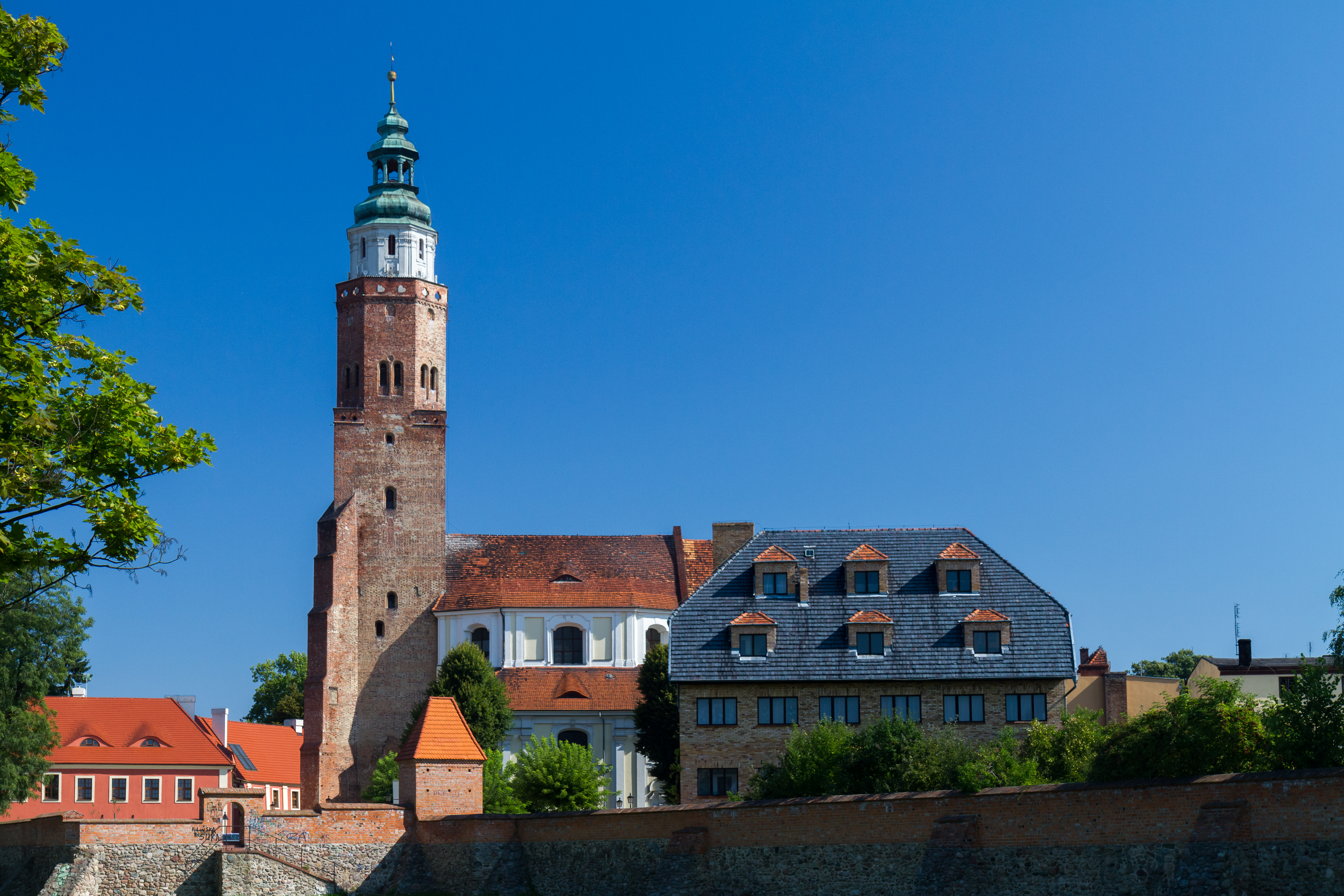
Wschowa, parafia św. Stanisława
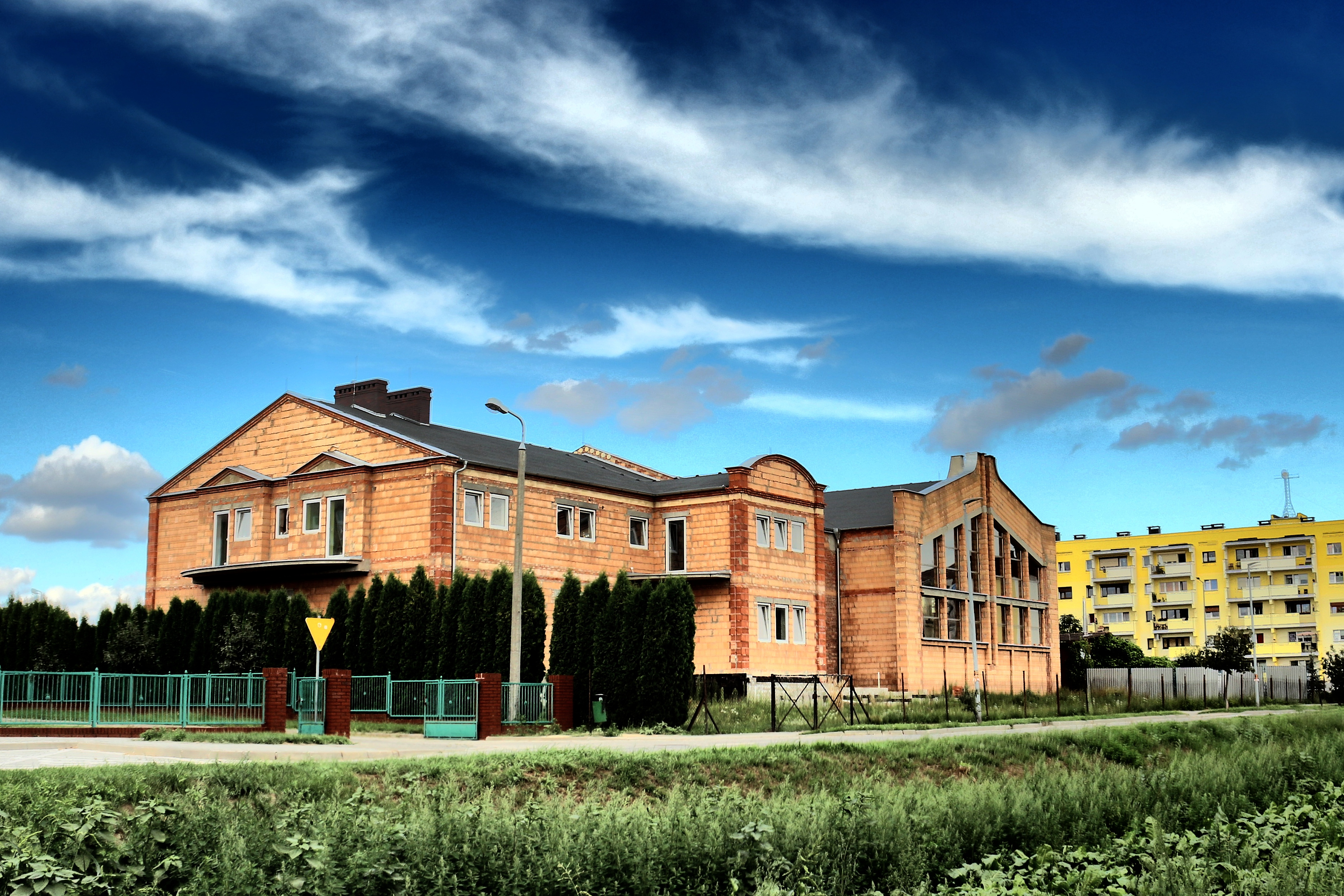
Wschowa, parafia św. Jadwigi
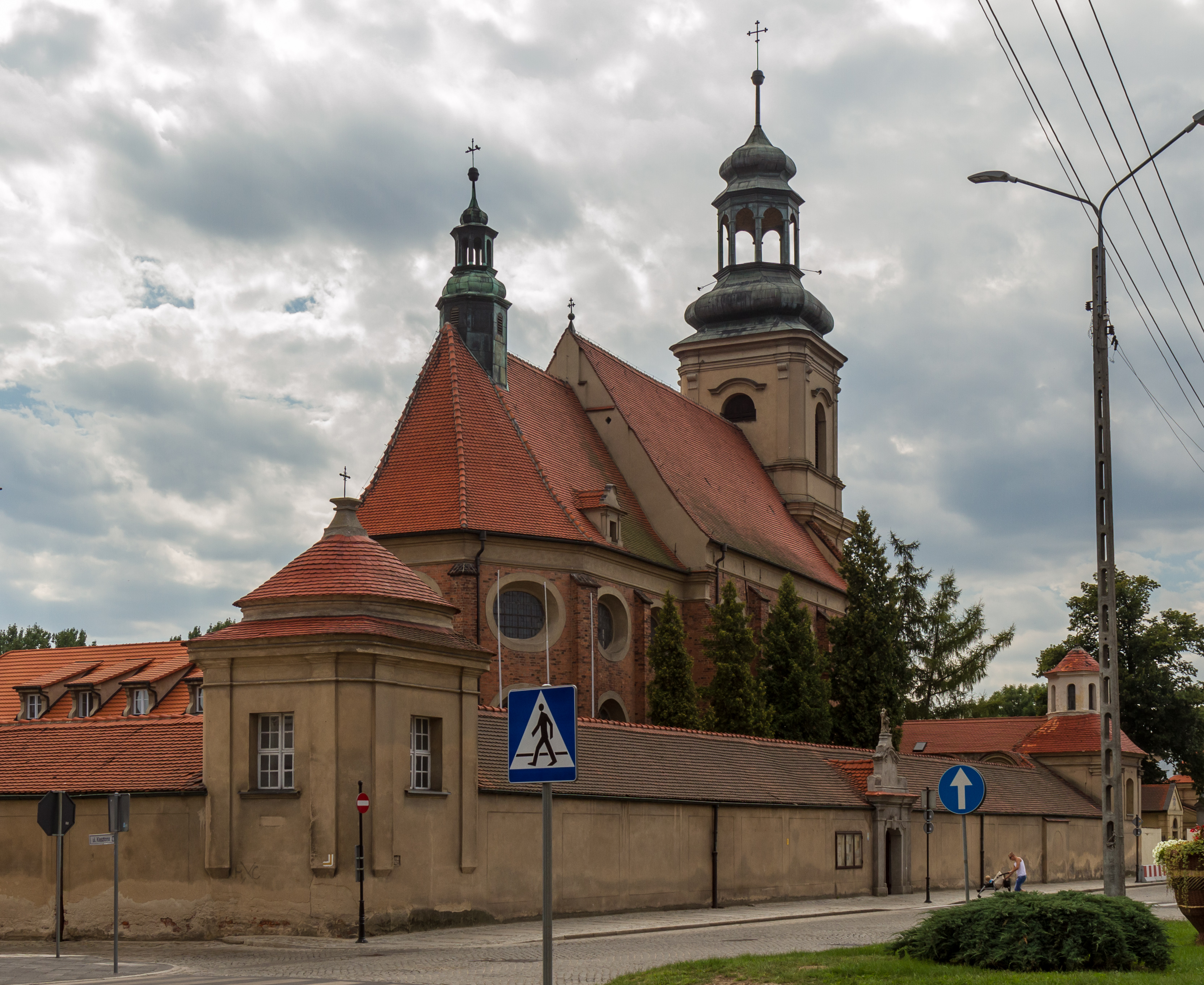
Wschowa, parafia św. Józefa